# Simulium qiongzhouense
Simulium qiongzhouense är en tvåvingeart som beskrevs av Chen, Zhang och Yang 2003. Simulium qiongzhouense ingår i släktet Simulium och familjen knott. Inga underarter finns listade i Catalogue of Life.